# Philodromus sinaiticus
Philodromus sinaiticus là một loài nhện trong họ Philodromidae.
Loài này thuộc chi Philodromus. Philodromus sinaiticus được Gershom Levy miêu tả năm 1977.